# Daohe (sockenhuvudort i Kina, Hunan Sheng, lat 29,55, long 111,73)
Daohe är en sockenhuvudort i Kina. Den ligger i provinsen Hunan, i den södra delen av landet, omkring 190 kilometer nordväst om provinshuvudstaden Changsha. Antalet invånare är 13 044. Befolkningen består av 6 424 kvinnor och 6 620 män. Barn under 15 år utgör 11,0 %, vuxna 15-64 år 76 %, och äldre över 65 år 12,0 %.
Runt Daohe är det tätbefolkat, med 331 invånare per kvadratkilometer. Närmaste större samhälle är Jinshi, 15,2 km öster om Daohe. Trakten runt Daohe består till största delen av jordbruksmark.
Genomsnittlig årsnederbörd är 1 706 millimeter. Den regnigaste månaden är maj, med i genomsnitt 303 mm nederbörd, och den torraste är december, med 32 mm nederbörd.